# Sätuna säteri
Den här artikeln handlar om Sätuna säteri i Uppsala kommun. För fler platser med namnet Sätuna, se Sätuna.

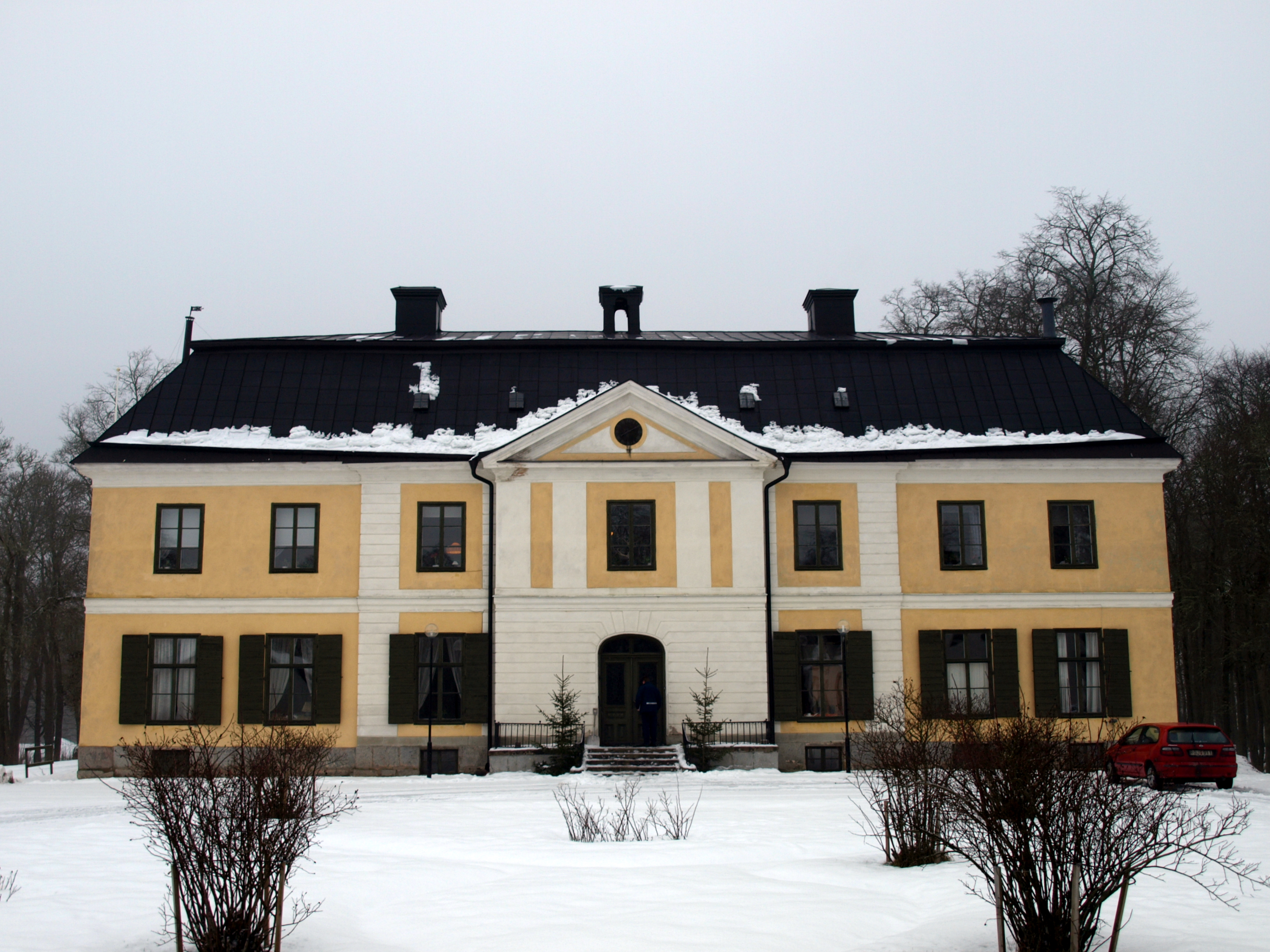
Sätuna säteri i januari 2009.

Sätuna säteri är ett gods i Björklinge i Uppsala kommun. Sätuna säteri är beläget vid norra delen av Långsjön i Björklinge socken, cirka 23 km norr om Uppsala. På säteriet bedrivs ett betydande jordbruk. Söder om herrgårdsbyggnaden sträcker sig en lång dubbelradig allé.
Säteriet ägs numera av Sätuna AB, som grundades 1906. Robert Lovén var vd från 1924. Henrik Lovén var vd från 1949 fram till 1991 när hans dotter Agneta Borgenstierna tog över. Hon efterträddes av Andreas Grybäck som anställdes år 2015 som företagets första externa vd.

## Historia

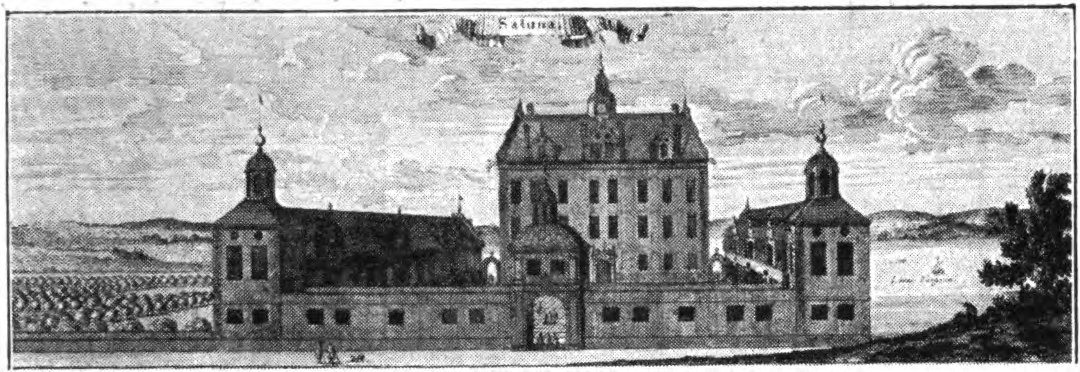
Sätuna i Suecia antiqua et hodierna

Jesper Matsson Krus ärvde en av de fyra gårdarna i Sätuna by efter sin fader Matts Larsson (Kruse) som avled 1606.  År 1613 fick han en av de andra gårdarna som förläning av Gustav II Adolf. Genom att senare köpa de två övriga gårdarna kom han så att bli ensam ägare till hela Sätuna.
År 1641 lät Jesper Matsson Krus änka Brita De la Gardie (1581-1645), som hade gift om sig med Gabriel Gustafsson Oxenstierna, påbörja bygget av slottet i tre våningar, som finns avbildat i Erik Dahlberghs Svecia Antiqua et Hodierna. Slottet brann år 1700 och stod i stort sett obeboeligt i början av 1700-talet. Säteriet gick i arv till sonen Lars Kruus och sedan sonsonen Gustaf Kruus.
År 1737 sålde arvingarna till Gustaf Kruus änka, Sidonia Juliana Lewenhaupt (1659-1737), egendomen till Otto Fleming (1696-1778). Han var brorson till Claes Fleming vars hustru  Anna Kruus var Gustaf Kruus syster.
Otto Fleming lät rasera det gamla slottet år 1748 och uppdrog åt Carl Hårleman att rita den nya huvudbyggnaden som stod färdig 1752. År 1784 övergick Sätuna till Otto Flemings arvingar, bl.a. Ottiliana Charlotta Fleming och Anna Christina Fleming (gift med greve Nils Bonde av Björnö). År 1813 ärvdes gården av Casper Wrede och brodern Karl-Henrik Wrede. Casper Wrede verkställde dikningsföretag med sjösänkning av Långsjön, Björklinge (1813) samt av Mjölängssjön 1814.
År 1815, den 24 mars, skiftades egendomen mellan bröderna, varvid Casper Wrede erhöll Sätuna säteri och Karl Henrik Wrede erhöll Fasma gård med underlydande gårdar.
År 1816, den 22 mars, sålde Casper Wrede Sätuna säteri till brukspatron Bengt Magnus Björkman (1745-1824), en av Sveriges rikaste män vid den tiden. Björkman arrenderade omedelbart ut Sätuna till sin svärson Ernst Fredrik von Willebrand och dottern Ulrika von Willebrand. År 1821 gick von Willebrand i konkurs och äktenskapet upplöstes. Sedan ägaren Bengt Magnus Björkman avlidit år 1824 övertogs Sätuna av hans yngste son Johan Fredrik Björkman. Först 1836 flyttade Johan Fredrik, som kallades Fritz till gården och tog upp driften på allvar. Han gick ur tiden 1891. Hans änka Ebba Gustafva Björkman, kallades "hennes nåd", bildade tillsammans med barnen aktiebolaget Sätuna AB år 1906, något som var synnerligen ovanligt vid denna tid.
Genom ingifte kom släkterna Björkman och Lovén att ta över egendomen. De är idag huvudägare av Sätuna AB.

## Kyrklig anknytning
Ägaren till Sätuna hade patronatsrätt i Björklinge socken. En följd av detta var Agneta Horns utbyggnad av Björklinge kyrka 1657-64 och Sätuna gravkor.